# Ben Hatke
Ben Hatke (Lafayette, 4 giugno 1977) è uno scrittore statunitense.
È un fumettista americano e illustratore di libri per bambini. È noto soprattutto per la sua serie di romanzi a fumetti di livello medio (8-12 anni) Zita the Spacegirl. Il suo lavoro si distingue per la sua attenzione verso i personaggi femminili forti.

## Biografia
Hatke è nato a Lafayette, nell'Indiana ed è cresciuto con le sorelle. La sua famiglia faceva parte della Society for Creative Anachronism e Hatke da bambino trascorreva molto tempo all'aria aperta.
Uno dei primi fumetti da cui si fece influenzare fu Elfquest di Wendy e Richard Pini. Altri autori che lo influenzarono furono: Bill Watterson, Maurice Sendak, Leonardo da Vinci, Brian Froud, Trina Schart Hyman, Barry Windsor-Smith e Todd McFarlane.
Hatke ha frequentato il Christendom College, nella Shenandoah Valley, conseguendo il BA nel 2000. Mentre era al college, ha trascorso un semestre in Italia studiando pittura rinascimentale italiana.

## Carriera
Hatke ha contribuito con la storia The Plank, all'antologia Flight (vol. 2), pubblicato da Image Comics nel 2005. La sua storia The Edge è apparsa su Flight (n. 3), pubblicato da Random House nel 2006.
Il suo personaggio “Mighty Jack” è una rivisitazione contemporanea della fiaba di Jack e la pianta di fagioli.

### Zita the Spacegirl
Secondo The Hollywood Reporter, Zita the Spacegirl ("Zita la ragazza spaziale") «è incentrato su una ragazza di nome Zita che intraprende un viaggio per diventare un'eroina intergalattica dopo che la sua amica è stata rapita da una setta apocalittica aliena. Durante il suo viaggio, cavalca un topo gigante, incontra polli umanoidi e robot e fa amicizia con una creatura con sembianze simili ad un blob».
Secondo Hatke, il personaggio è stato creato da sua moglie Anna mentre era ancora al liceo. Quando Hatke e Anna si sono incontrati al college, ha iniziato ad adattare il personaggio nella sua attuale incarnazione.
Ha continuato a sviluppare il personaggio nei fumetti web e poi in un racconto intitolato "Zita the Spacegirl: If Wishes Were Socks", nell'antologia di Random House del 2008: Flight Explorer.
Zita the Spacegirl ha debuttato nel 2011 con First Second Books. Il secondo e il terzo volume sono apparsi nel 2012 e nel 2014.
Nel 2016, è stato annunciato che Fox Animation aveva acquisito i diritti per girare i film Zita trilogy (la trilogia di Zita); i film saranno prodotti da Chernin Entertainment.

## Vita privata
Hatke vive a Front Royal, in Virginia, con sua moglie Anna e le loro quattro figlie. La loro figlia più giovane Ida è morta in un incidente con i cavalli nel settembre 2019. È un appassionato giocatore di giochi di ruolo, oltre che praticante di tiro con l'arco. È anche un mangiatore di fuoco e un tumbler amatoriale.

## Premi
- Premio Cybils 2011 — Zita the Spacegirl;
- Premio Eisner 2016 per la miglior pubblicazione per i lettori precoci (fino a 8 anni) — Little Robot.[10]

## Fumetti
- 2011 Zita the Spacegirl (First Second Books) ISBN 978-1596434462
- 2012 Legends of Zita the Spacegirl (First Second Books) ISBN 978-1596434479[11]
- 2014 The Return of Zita the Spacegirl (First Second Books) ISBN 978-1596438767
- 2015 Little Robot (First Second Books) ISBN 978-1626720800
- 2016 Mighty Jack (First Second Books) ISBN 978-1626722644
- 2017 Mighty Jack and the Goblin King (First Second Books) ISBN 978-1626722668;[12]
- 2018 The Zita Trilogy Boxed Set (First Second Books) ISBN 978-1250180339;
- 2019 Mighty Jack and Zita the Spacegirl (First Second Books) ISBN 978-1250191731.

### Libri per bambini
- 2014 Julia’s House for Lost Creatures (First Second Books) ISBN 978-1596438668;
- 2016 Nobody Likes a Goblin (First Second Books) ISBN 978-1626720817;
- 2016 (di Ann M. Martin e Annie Parnell) Missy Piggle-Wiggle and the Whatever Cure;[13]
- 2017 (di Ann M. Martin e Annie Parnell) Missy Piggle-Wiggle and the Won't-Walk-the-Dog Cure;
- 2018 (di Ann M. Martin e Annie Parnell) Missy Piggle-Wiggle and the Sticky-Fingers Cure;[14]
- 2020 Julia’s House Moves On (First Second Books) ISBN 978-1250191373;
- 2021 Julia's House Goes Home (First Second Books) ISBN 978-1250769329.